# 머라이어 더 사이언티스트
머라이어 더 사이언티스트(Mariah the Scientist, 1997년 10월 27일 ~ )는 미국의 싱어송라이터이다.

## 음반 목록

### 정규 음반
- Master (2019)
- Ry Ry World (2021)

### EP
- To Die For (2018)